# Вест Кларкстон-Хајланд (Вашингтон)
Вест Кларкстон-Хајланд (енгл. West Clarkston-Highland) насељено је место без административног статуса у америчкој савезној држави Вашингтон.

## Демографија
По попису из 2010. године број становника је 5.261, што је 554 (11,8%) становника више него 2000. године.
| Група             | 2000.         | 2010.         |
| Белци             | 4.422 (93,9%) | 4.866 (92,5%) |
| Афроамериканци    | 8 (0,2%)      | 14 (0,3%)     |
| Азијати           | 24 (0,5%)     | 25 (0,5%)     |
| Хиспаноамериканци | 94 (2,0%)     | 159 (3,0%)    |
| Укупно            | 4.707         | 5.261         |